# Onthobium
Onthobium là một chi bọ cánh cứng thuộc họ Scarabaeidae.